# Schenefeld (Steinburg)
Schenefeld è un comune tedesco del circondario di Steinburg, nella regione dello Schleswig-Holstein. Ha circa 2 600 abitanti.

## Storia
Il 1º gennaio 2013 al comune di Schenefeld venne aggregato il comune di Siezbüttel.